# ألبرشت كوسل
ألبرِشت كوسل (بالألمانية: Albrecht Kossel) ـ (16 سبتمبر 1853 ـ 5 يوليو 1927) طبيب ألماني، حصل على جائزة نوبل في الطب سنة 1910 نظراً لأبحاثه في علم الأحياء الخلوي وخصوصاً في البروتينات والأحماض النووية.
ولد كوسل في روستوك، والتحق بجامعة ستراسبورغ لدراسة الطب سنة 1927، حيث حضر محاضرات لرواد من أمثال أنطون دي باري وفالدير وكونت وباير. تخرج كوسل سنة 1878 في جامعة روستوك.
حصل كوسل على جائزة نوبل في الطب سنة 1910 لأبحاثه عن بيولوجيا الخلية، وخاصة ما تعلق منها بالبروتينات والأحماض النووية، كما اكتشف كوسل كلاً من الحمض الأميني الهيستيدين (1896) وحمض الثيميك والأغمتين (1910).
أجرى كوسل أبحاثه في مجالات الكيمياء الفسيولوجية، وخاصة كيمياء الأنسجة والخلايا، وبدأ أبحاثه في تركيب نواة الخلية في أواخر سنة 1880، وفي تسعينيات القرن التاسع عشر بدأ يبحث في البروتينات، والتحولات التي تمر بها البروتينات أثناء تحولها إلى ببتونات، وتأثير الغذاء المحتوي على الفينيتول على البول، والمكونات الببتيدية للخلايا. وفي سنة 1896 اكتشف كوسل الهستيدين، ثم طور الطرق التقليدية للفصل الكمي لقواعد الهكسون. وشاركه تلميذه الإنجليزي هنري داكين (بالإنجليزية: Henry Drysdale Dakin)‏ أبحاثه حول الأرجيناز، وهو الإنزيم الذي يحلل الأرجينين مائياً إلى يوريا وأورنيثين، ثم اكتشف الأغماتين في بطارخ بيض الرنجة وابتكر طريقة لتحضيره.
ومن بين تلاميذ كوسل عالم الكيمياء الحيوية الأمريكي إدوين هارت، الذي عاد فيما بعد إلى الولايات المتحدة ليشارك فيما سمي بتجربة الحبة الواحدة (1907-1911) ويصبح عضواً في فرق بحثية استقصت الأسباب التغذوية لفقر الدم والدراق.

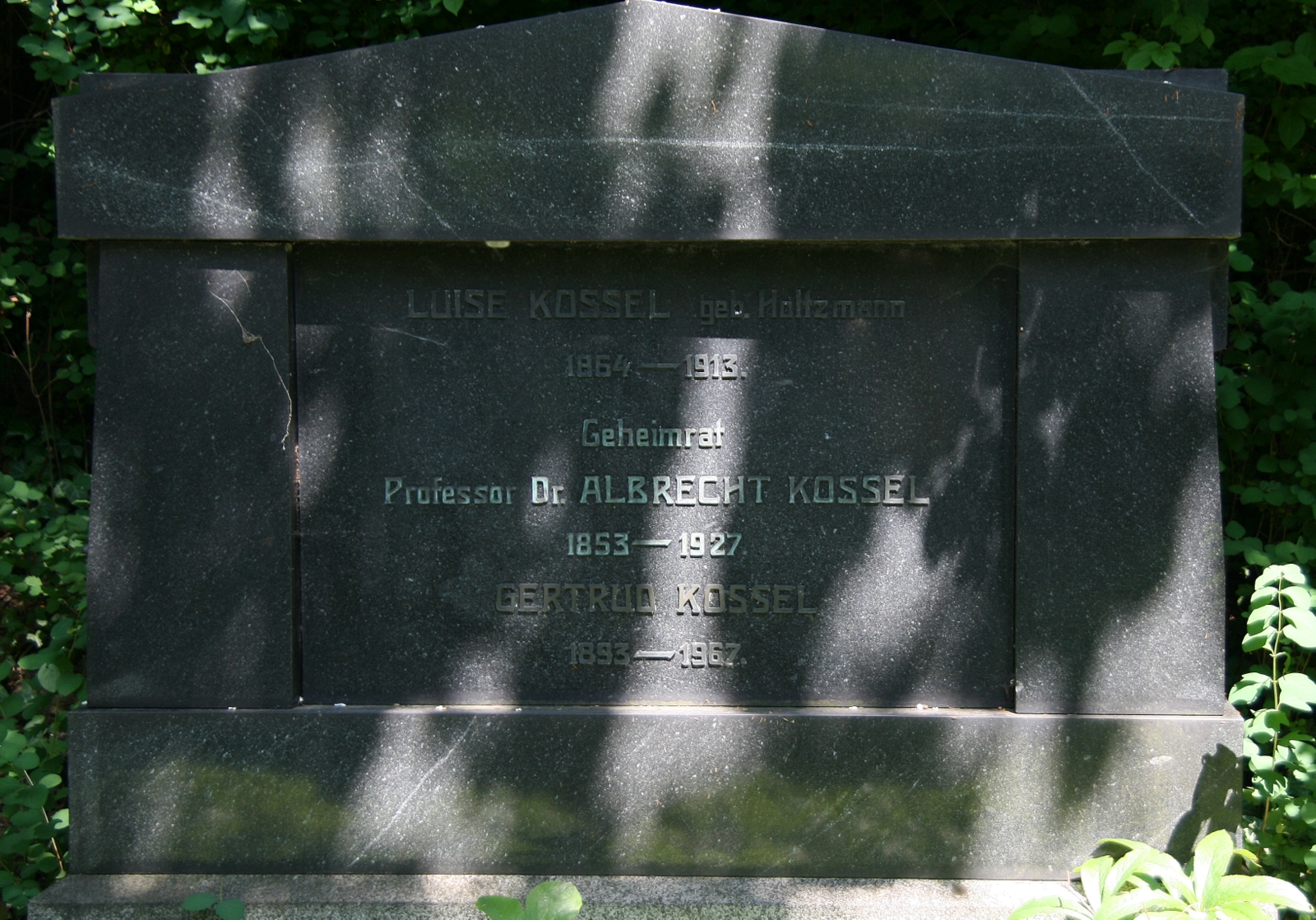
قبر كوسل في هايدلبرغ

أنجب كوسل بنتاً واحدة وولداً واحداً هو فالتر (1888-1956) الذي كان أستاذاً بارزاً للفيزياء النظرية في معهد دانتزج للتقنية في الفترة من 1932 إلى 1945.

## روابط خارجية
- ألبرشت كوسل على موقع الموسوعة البريطانية (الإنجليزية)
- ألبرشت كوسل على موقع إن إن دي بي (الإنجليزية)